# Irena Laskarina
Irena Laskarina (gr.) Ειρήνη Λασκαρίνα, Eirēnē Laskarina, zm. 1239) – cesarzowa bizantyńska, żona Andronika Paleologa, a potem Jana III Watatzesa.

## Życiorys
Była córką cesarza nicejskiego, Teodora I i Anny Angeliny. Jej pierwszym mężem był Andronik Paleolog. W 1212 roku poślubiła Jana III Watatzesa (1222-1254). Ten dzięki temu małżeństwu w 1222 roku został cesarzem bizantyńskim. Jej młodszą siostrą była Maria Laskarina, żona Beli IV. Irena ze związku z Janem miała jednego syna, Teodora, późniejszego cesarza Teodora II. Irena po upadku z konia nie mogła już mieć więcej dzieci i wstąpiła do klasztoru, gdzie przebywała aż do śmierci w 1239.